# Giardino di Borgo Allegri
Il giardino di Borgo Allegri si trova nell'omonima via nel centro storico di Firenze.

## Storia e descrizione

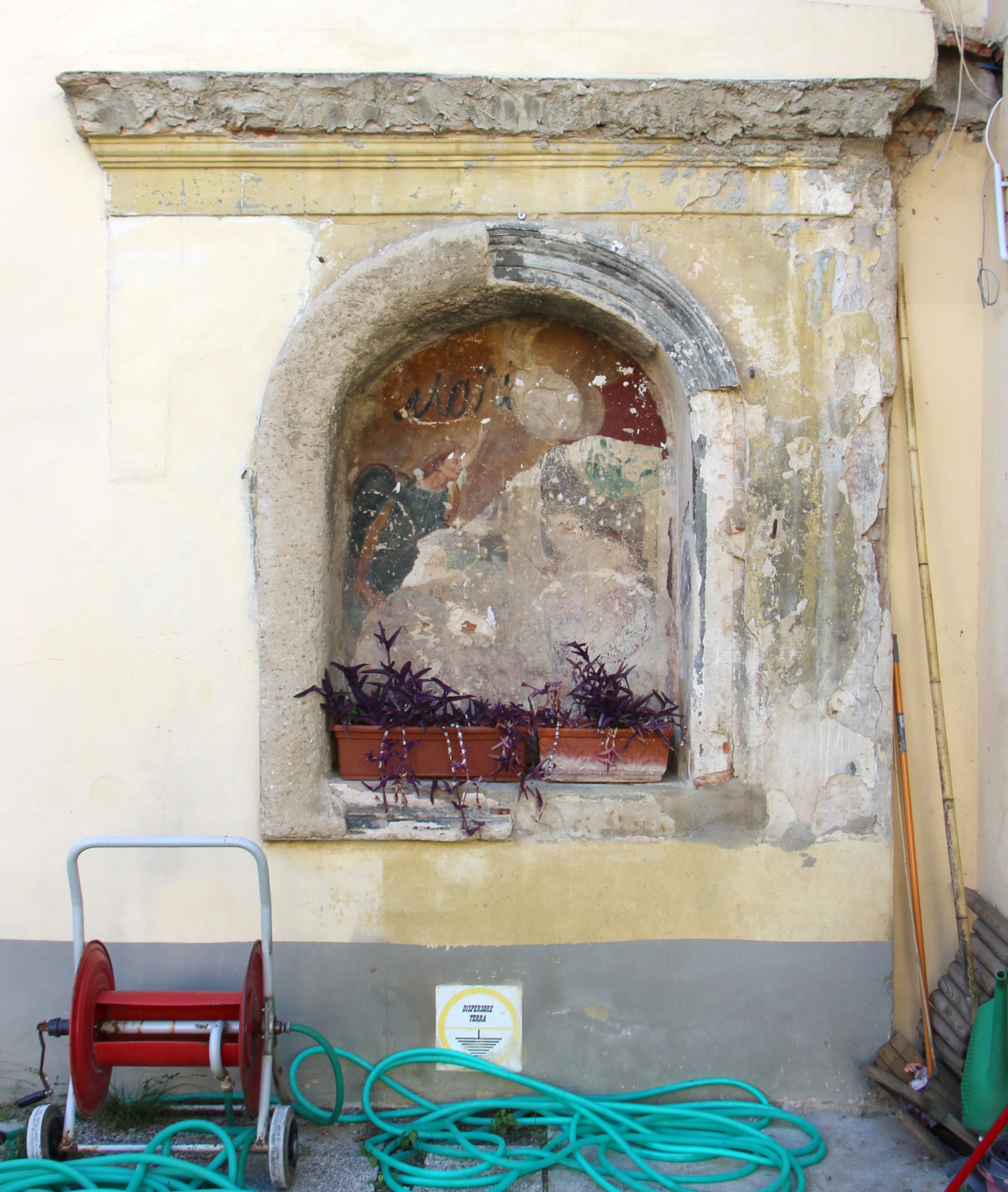
Il tabernacolo

La zona di Borgo Allegri era nota per la presenza di orti e giardini come testimonia la toponomastica di questo tratto di via, che si chiamava anticamente "via del Ramerino", mentre vicino si trovavano "via della Salvia", via del Fico, via dell'Ulivo, via della Rosa, ecc.
Il giardino è alquanto singolare nel panorama del centro cittadino, poiché non è nato da un "risanamento" otto-novecentesco, né dalla vicinanza di un palazzo nobiliare, ma dalla presenza degli "orti" di un monastero, quello di San Francesco de' Macci, che aveva l'ingresso in via de' Macci, costruito a partire dal 1344 quale struttura di pertinenza del più antico spedale da allora detto di San Francesco. Questo era arricchito da un vasto orto, a lungo noto come "il podere delle monache", del quale resta appunto ancora traccia in questo spazio verde di borgo Allegri. 
Della sua antica storia documenta peraltro un pietrino presente sulla facciata secondaria (a guardare questo spazio) della casa segnata con il civico 16 (si veda) e di un tabernacolo purtroppo in pessimo stato di conservazione, posto nella parte interna del giardino, con raffigurata una Annunciazione. All'interno, oltre a una zona attrezzata per i bambini, si trova una commovente lapide posta nell'ottobre del 1992 "in segno di gratitudine dagli anziani del quartiere di S. Croce", dedicata "agli scienziati di tutto il mondo e particolarmente a Fleming e Sabin che con le loro scoperte nel campo della medicina hanno consentito all'umanità di vivere in salute e più a lungo".
| RIVOLGIAMO IL NOSTRO RICONOSCENTE PENSIERO AGLI SCIENZIATI DI TUTTO IL MONDO E PARTICOLARMENTE A FLEMING E SABIN CHE CON LE LORO SCOPERTE NEL CAMPO DELLA MEDICINA HANNO CONSENTITO ALL'UMANITà DI VIVERE IN SALUTE E PIÙ A LUNGO. QUESTA LAPIDE IN SEGNO DI GRATITUDINE POSERO GLI ANZIANI DEL QUARTIERE DI S. CROCE IL 10 OTTOBRE 1992 |

Per quanto riguarda il muro che include il cancello di ingresso (segnato da due modesti leoni in terracotta) è da annotare come alcune vecchie fotografie lo documentino come molto più alto dell'attuale, con un unico portone di accesso in legno, così da configurarlo sulla strada come struttura architettonica conchiusa. Oggi lo spazio è gestito da un'associazione di volontari, che tiene aperto giornalmente il giardino e vi promuove varie manifestazioni. Alcune migliorie alle strutture e all'arredo del giardino sono state effettuate dal Comune nel 2018.
Il 20 settembre 2021 il giardino è stato intitolato alla coppia Wanda Lattes (1922-2018), staffetta partigiana e giornalista, e Alberto Nirenstein (1916-2007), combattente della Brigata Ebraica e storico della Shoah.